# Marcus Gremel

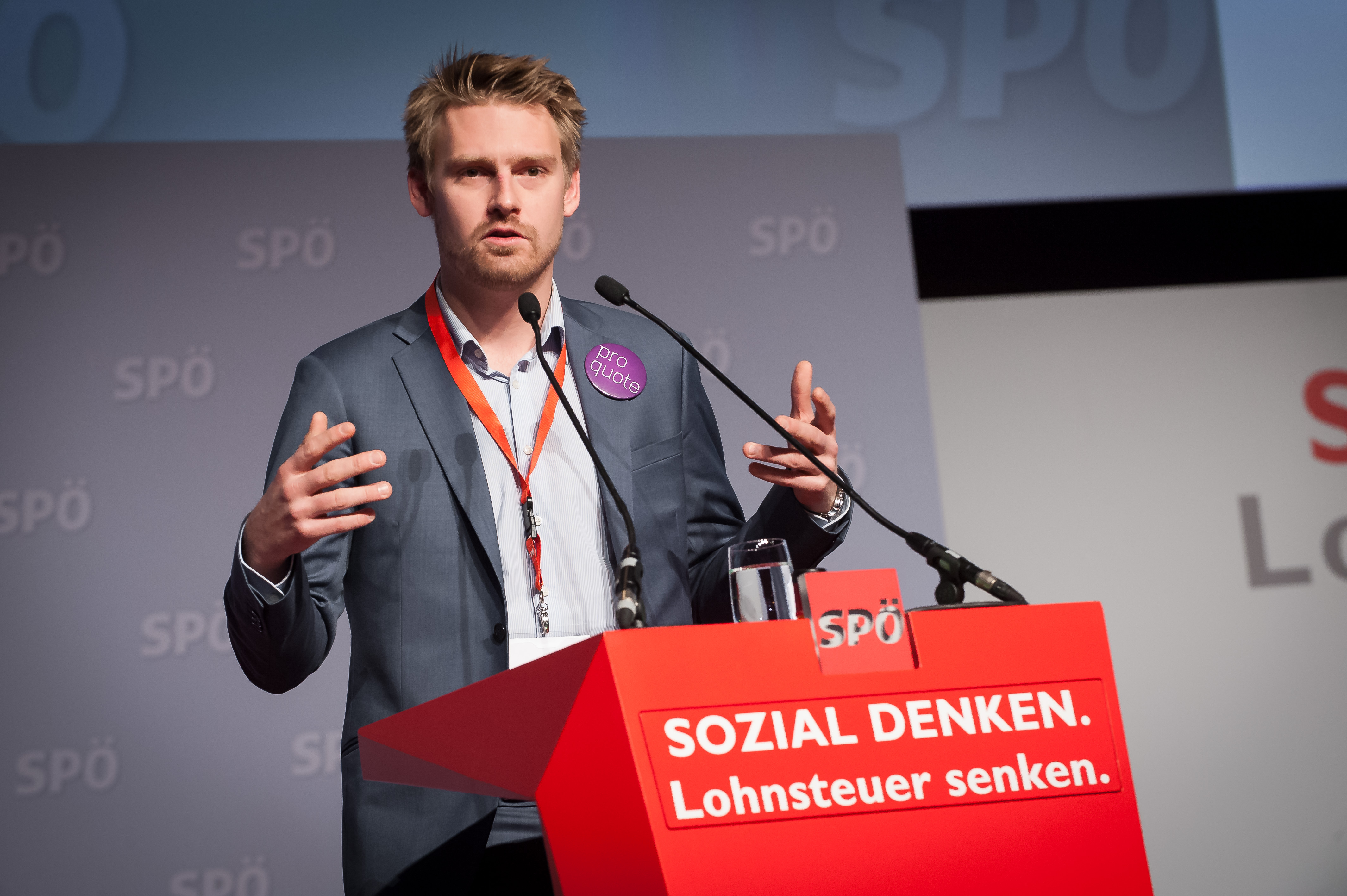
Marcus Gremel auf dem Bundesparteitag der SPÖ 2014

Marcus Gremel (* 24. Oktober 1983 in Wien) ist ein österreichischer Politiker (SPÖ) und Abgeordneter zum Wiener Landtag bzw. Mitglied des Wiener Gemeinderates.

## Ausbildung und Beruf
Marcus Gremel studierte Politikwissenschaft an der Universität Wien und schloss sein Studium 2009 mit seiner Diplomarbeit „Leadership in der Frauenpolitik dargestellt an Leben und Wirken von Adelheid Popp und Johanna Dohnal“ ab. Von 2007 bis 2008 arbeitete er als Parlamentarischer Mitarbeiter der Abgeordneten zum Nationalrat Gertraud Knoll. Von 2009 bis 2017 war er Bezirkssekretär der SPÖ-Alsergrund.

## Politik und Funktionen
Marcus Gremel startete 2006 seine politische Laufbahn als Vorsitzender in der Jungen Generation in der SPÖ-Alsergrund. 2007 wurde er Bezirksrat der SPÖ-Alsergrund mit der Zuständigkeit für Jugend- und Verkehrsfragen. 2008–2012 war er Mitglied im Bundesvorstand der Jungen Generation in der SPÖ. Von 2012 bis 2018 war er Vorsitzender der Jungen Generation in der SPÖ Wien. Am 24. November 2015 wurde er als Abgeordneter zum Wiener Landtag bzw. Mitglied des Wiener Gemeinderates angelobt.
Im September 2021 wurde er zum Nachfolger von Peter Hacker als SPÖ-Parteivorsitzender in Wien-Alsergrund gewählt.